# 辛辛那提 (密蘇里州)
辛辛那提（英語：Cincinnati）是位於美國密蘇里州羅爾斯縣的非建制地區。

## 歷史
辛辛那提的郵局於1835年設立，其後於1907年停運。

## 地理
辛辛那提所處的海拔為高於海平面162米（即532英呎），而該地所採用的時區為UTC-6，即北美中部時區（CST）。同時該地設有夏令時間，為UTC-6調快一小時，即UTC-5（CDT）。